# Марафон (селище, Нью-Йорк)
Марафо́н або Марато́н (англ. Marathon) — селище (англ. village) в США, в окрузі Кортленд штату Нью-Йорк. Населення — 892 особи (2020).

## Географія
Марафон розташований за координатами 42°26′41″ пн. ш. 76°2′10″ зх. д. / 42.44472° пн. ш. 76.03611° зх. д. (42.444808, -76.036238).  За даними Бюро перепису населення США в 2010 році селище мало площу 2,93 км², з яких 2,93 км² — суходіл та 0,01 км² — водойми.

## Демографія
Згідно з переписом 2010 року, у селищі мешкало 919 осіб у 389 домогосподарствах у складі 244 родин. Густота населення становила 314 осіб/км².  Було 417 помешкань (142/км²).
Расовий склад населення:
| - 98,0 % — білих - 0,5 % — корінних американців - 0,3 % — азіатів - 0,2 % — чорних або афроамериканців |

До двох чи більше рас належало 0,8 %. Частка іспаномовних становила 1,2 % від усіх жителів.
За віковим діапазоном населення розподілялося таким чином: 20,5 % — особи молодші 18 років, 65,0 % — особи у віці 18—64 років, 14,5 % — особи у віці 65 років та старші. Медіана віку мешканця становила 40,2 року. На 100 осіб жіночої статі у селищі припадало 90,7 чоловіків;  на 100 жінок у віці від 18 років та старших — 95,5 чоловіків також старших 18 років.
Середній дохід на одне домашнє господарство  становив 53 073 долари США (медіана — 42 039), а середній дохід на одну сім'ю — 64 158 доларів (медіана — 55 250). Медіана доходів становила 37 125 доларів для чоловіків та 40 962 долари для жінок. За межею бідності перебувало 16,8 % осіб, у тому числі 26,7 % дітей у віці до 18 років та 16,5 % осіб у віці 65 років та старших.
Цивільне працевлаштоване населення становило 414 осіб. Основні галузі зайнятості: освіта, охорона здоров'я та соціальна допомога — 31,9 %, виробництво — 17,1 %, роздрібна торгівля — 9,2 %, будівництво — 8,9 %.